# Forcelles-sous-Gugney
Forcelles-sous-Gugney – miejscowość i gmina we Francji, w regionie Grand Est, w departamencie Meurthe i Mozela.
Według danych na rok 1990 gminę zamieszkiwało 81 osób, a gęstość zaludnienia wynosiła 15 osób/km² (wśród 2335 gmin Lotaryngii Forcelles-sous-Gugney plasuje się na 964. miejscu pod względem liczby ludności, natomiast pod względem powierzchni na miejscu 975).